# Похил Василь
Василь Похил — бандурист, артист, учасник капели бандуристів при київської філармонії під керівництвом Миколи Михайлова з 1925 р. та пізніше об'єднаної Київської державної зразкової капели бандуристів з 1935 р. Пропав безвісти в 1938 р.
Був арештований в березні 1938 року разом з Федором Дорошком та Георгієм Копаном.  Г. Куроіма свідчить, що він тільки позитивну оцінку давав своїм колегам, які в той же час були заарештовані під час допитів у НКВД.  11  квітня був засуджений на розстріл. Вирок був виконаний 28 квітня 1938 року. Був реабілітований у жовтні 1958 року.